# Fehér-Horvátország

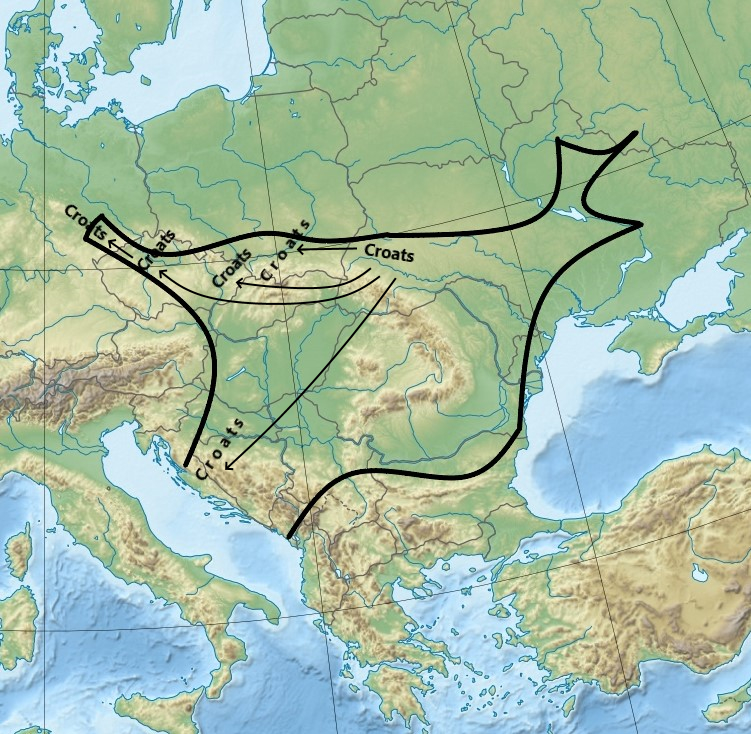
A prága-penkovkai kultúra feketével jelölt szláv kerámiáinak köre. A horvátok összes ismert etnonimája ezen a területen található. A horvátok feltételezett vándorlási útvonalait nyilak jelzik. (V. V. Szedov szerint)

Fehér-Horvátország (horvátul: Velika Hrvatska, Stara Hrvatska, Bijela Hrvatska, latinul: Chrobatia) a horvátok ősi hazája. A fehér horvátok által lakott történelmi terület neve. A történettudományban nincs egységes vélemény, hogy melyik térségre vonatkozott ez az elnevezés. A Fehér-Horvátország fogalmának meghatározásakor szem előtt kell tartani a fehér horvátok szállásterületének lehetséges helyeit, ahonnan a népvándorlás utolsó hullámai idején, a 10. század közepéig terjedő időszakban nyugatra költöztek.  Bíborbanszületett Konstantin bizánci császár a birodalom kormányzásáról írt De administrando imperio című műve szerint Nagy-Horvátország (melyet Fehérnek is neveznek) Kárpátok alatt, a Visztula felső folyása mentén található. (Fehér-Horvátország neve szerepel a dukljai pap krónikájában és más írók műveiben is, akik néha a Tengerparti Horvátországra, horvátul Primorska Hrvatska, használják ezt a nevet. Eszerint Fehér-Horvátország északon vagy nyugaton, szemben a keleti vagy déli Vörös-Horvátországgal fekszik.) Fehér Horvátország valószínű Kárpátok alatti elhelyezkedését a népnév (fehér horvátok) is igazolja, akik egészen a 11. századi említésekig a Visztula felső része mentén laktak krakkói székhellyel, de ezt erősítik a horvát nevek szórvány nyomai a vándorlás tágabb területén (Csehországon, Szlovákián és Ausztrián át a Vörös-Horvátországig) is.

## Történeti források
A De administrando imperio az első írásos forrás, amely megemlíti a fehér horvátokat és Fehér-Horvátországot. A 30. fejezet „Dalmácia tartomány története” címszó alatt azt írja, hogy „a horvátok akkoriban Bagibareián túl laktak, ahol most a fehér horvátok... A többi horvát Frankföld mellett maradt, és ma fehér horvátoknak hívják őket, és megvan a maguk arkhónja; Ottónak, a szintén Frankföldnek számító Szászország királyának vannak alárendelve, kereszteletlenek, házasok és barátságban állnak a türkökkel.” 
A 31. fejezetben a horvátokról és az országról, ahol most élnek, azt írja, hogy a dalmáciai horvátok a megkereszteletlen, „fehéreknek” is nevezett horvátok leszármazottai, akik a türkök országán túl és Frankföld mellett élnek, és határosak a szlávokkal, a kereszteletlen szerbekkel... az ősi Horvátország, amelyet fehérnek is neveznek, a mai napig megkereszteletlen, ahogy a szomszédos szerbek is ... akiket a frankok és türkök és besenyők folyamatosan kifosztottak ... a tengertől távol élnek; 30 napig tart az utazás a lakóhelyüktől a tengerig. Azt a tengert, ahová 30 nap múlva leérnek, feketének nevezik."
A 32. fejezetben szerbekről és arról az országról, ahol most élnek azt írja, hogy „a megkereszteletlen (fehér) szerbekről azt mondják, hogy szomszédjuk Frankföld, valamint Megali Horvátország, a kereszteletlen, amelyet „fehérnek” is mondanak. 
Fehér-Horvátországot említi a dukljai pap latin krónikája is, amelyet legkorábban a 12. században állítottak össze. Ez a munka a Fehér Horvátországot Dalmácia alsó részeként (Croatia Alba, que et inferior Dalmatia dicitur) említi, szemben a Vörös-Horvátországgal, amely Felső-Dalmáciát jelöli (Croatia Rubea, que et superior Dalmatia dicitur). Aleksandr Majorov 21. századi történész szerint ennek a Horvátországnak a fehérrel jelzett területe volt a legfejlettebb és legsűrűbben lakott terület, amely a feltörekvő horvát állam magját alkotta.
A 12. századi Első Orosz Krónika keltezetlen részében, amely a szlávoknak a Dunától kitelepüléséről szól, egyszer a szerbekkel és karantánokkal együtt a fehér horvátok is szerepelnek. Majorov szerint ez a beszámoló a nyugat-európai középkori hagyományokon alapul, és megegyezik a dukljai pap krónikájával. Ezen kívül más források is említik a Közép-Európában és Kelet-Európában élő horvátokat a kelet-szláv törzsek között, de senki sem nevezi őket fehérnek.

## Tudományos viták
A 21. századi történészek nem értenek egyet Fehér-Horvátország és Nagy-Horvátország helyéről, sőt létezéséről sem. Majorov szerint a 10. században a horvátok megmaradt közösségei éltek nyugaton, Csehországban szétszórva, míg mások keleten Lengyelországban, Ukrajnában és Szlovákiában. Tekintettel a színeknek kardinális irányok megjelölésére szolgáló hagyományára, L. V. Vojtovič azzal érvelt, hogy a 6. században említett Nagy-Horvátország a 10. században már nem létezett. A Fehér Horvátország kifejezést a terület nyugati részének megjelölésére használták. Az olyan tudósok, mint Vatroslav Jagić, elutasították a független állam létezését. Hasonlóképpen V. V. Sedov megjegyezte, hogy nincs régészeti anyag, amely bizonyítaná a létezését. Más tudósok úgy vélik, hogy a horvátok fokozatosan keletről nyugatra és délre költöztek.
Az értelmezések eltérőek voltak a tekintetben is, hogy a „Bagibaria” kifejezés melyik földrajzi területre vonatkozik. Egyes tudósok a Visztula folyó melletti Babia Górával és a Kis-Lengyelországi Krakkóval rokonították, de általában Bajorországra való utalásnak tartják. Živković megjegyzi, hogy ez a kifejezés származhat Bajorország latin nevéből (a Bagoaria vagy, a kevésbé valószínű Baioaria névből), és ezért a „De administrando” információinak forrása nyugat-európai eredetű lehet.
Egy másik vita a De administrandoban említett tenger, amely 30 napi járóföldre van. Egyes tudósok úgy vélik, hogy ez a Balti-tengerre utal, ahová az emberek kevesebb, mint 15 nap alatt eljuthatnak Kis-Lengyelországból. [18] Mások szerint a Fekete-tengerről van szó, ahová a Prikarpattiából (San folyó és Przemyśl városa) körülbelül 30 napot vett igénybe az utazás. A bizánciak nagyon jól ismerték a mai Fekete-tengert, de nem „feketének” vagy „sötétnek” emlegették, hanem egy „Vendégszerető” (Εὔξεινος, Euxeinosz) szóval illették. A „tenger” szóra is más kifejezést („Πόντος”, Póntosz) használtak. 
A De administrandonak más, egymásnak ellentmondó információi vannak. Noha a horvátok leírása szerint nyugaton a frankok közelében éltek, a besenyők ismétlődő portyáinak voltak kitéve, akik ettől a területtől messze keletre éltek. A De administrando szerint a besenyők a magyaroktól északra éltek, a horvátok pedig délen voltak határosak a magyarokkal. Łowmiański, Sedov és Majorov is azt sugallják, hogy a De administrando tévesen hivatkozott a 7. századi helyekre.,  Łowmiański külön is bírálta a déli forrás (a De administrando) elsődleges használatát az északi források helyett, amelyek megbízhatóbbá tennék az északi horvát haza helyének meghatározását. A De administrando 13. fejezetében, amely a magyarok szomszédaiként nyugaton a franokat, északon a besenyőket, délen a morvákat jelöli meg, az is megemlítésre kerül, hogy „a hegyek túloldalán a horvátok szomszédosak a türkökkel”, azonban besenyőket említenek északon, míg a 4. században a horvátokat a magyarok déli szomszédaiként említik.  Az elbeszélés bizonytalan, de valószínűleg a Kárpátok túloldalán élő horvátokra vonatkozik.
Fehér-Horvátországot eredetileg a Felső-Elba folyó mentén, Északkelet-Csehországban és/vagy a Felső-Visztula völgyében, Kis-Lengyelországban helyezték el. Ez azon a De administrando leíráson alapul, hogy Bajorországtól délkeletre, Magyarországtól északra és a fehér szerbektől délre éltek. Míg a cseh és lengyel tudósok inkább csökkentették a horvátok jelenlétét a területükön, addig az ukrán és orosz tudósok hajlamosak voltak a horvátoknak nagy és befolyásos keleti területeket tulajdonítani. A lengyel tudósok kerülték, hogy a horvátokat Krakkóba tegyék, és úgy vélték, hogy nem voltak határosak Ruténiával, mert amikor Nagy Vlagyimir 992-ben megtámadta a horvátokat, azt I. Boleszláv lengyel király háborús felhívásként fogta fel. Mindazonáltal a lengyel és az ukrán-orosz történészek közötti vita részét képezi, hogy az ún. „cserveni városokat” lendzianok vagy fehér horvátok lakták, és függetlenek voltak-e Lengyelországtól és a Kijevi Rusztól.
A 19. században és a 20. század elején Pavel Jozef Šafárik és Lubor Niederle egyesítették a Fehér-Horvátország elhelyezkedéséről szóló nyugati és a keleti koncepciót, amikor a Kelet-Galíciától Északkelet-Csehországig terjedő régióban határozta meg a helyét. Niederle azzal érvelt, hogy a fehér horvátok főként a Visztula folyó mentén helyezkedtek el, a csehországi és az ukrajnai horvátok között, és a horvát törzsek egy nagy szövetségét alkottak, amely a 7. században a Visztulai horvátok Nyugat-Balkánra vándorolásakor széthullott. Josef Markwart és Ludmil Hauptmann szintén a Visztula folyón helyezték el fő központjukat. A lengyel történészek többnyire ellenezték a horvát őshazának a Visztula folyónál való lokalizálását, azzal érvelve, hogy az gyenge bizonyítékokon alapul, és mint ilyet, teljesen figyelmen kívül hagyták a horvátokat és Fehér-Horvátországot a lengyel történetírásban Ez összhangban volt a cseh és német történészek véleményével, akik az északkelet-csehországi Felső-Elba menti Szlavník-dinasztia fejedelemségével hozták őket összefüggésbe, és úgy ítélték meg, hogy ezek a horvátok a Dnyeszter-folyó menti horvátoktól származnak, ami viszont az ukrán és orosz történészek állaspontjával ütközött 
Egyes tudósok a fehér horvátokat sokkal nagyobb területen helyezték el. Az orosz Nyikolaj Barszov a horvátokat a Kárpátok széles területén, délen a Tátra lejtőin át a Tiszáig és Prutig, keleten a Dnyeszterig, illetve északon pedig a Visztuláig terjedő területre tette. Más tudósok úgy vélték, hogy a Fehér-Horvátország nyugaton Nisáig és a Felső-Elbáig, keleten Bugig és Felső-Prutig valamint Szeretig terjedő területet foglalta el A cseh Fratišek Dvornik szerint Fehér-Horvátország a Dél-Bugtól, valamint a Wieprz és a San folyóktól a lengyel-ukrán határ mentén a Kárpátok lejtőiig terjedt, beleértve Szlovákia északi részét, majd a Moldva felső részén fekvő Netolica és Dudleba folyókat a Cidlinán keresztül a Krkonoše-hegységig északra és északnyugatra,
Orest Korchinsky úgy vélte, hogy a keleti horvátok Prikarpattyától (a Laborc és az Ondava folyók találkozásánál, a Kárpátokban), a Beszkidek völgyén a Wisłoka folyó nyugati partján, a Sandomierz völgye mentén San-folyó középső folyásáig, illetve a Dunajec közelében és a Visztula bal partjáig terjedő területtel rendelkeztek. Elmondása szerint valószínűleg a mai ukrán-szlovák határnál a Tisza felső vízválasztóját is elfoglalták. Más szóval, a mai Cseh Köztársaság, Lengyelország és Ukrajna területeinek nagy része is hozzájuk tartozott. Szedov élesen bírálta az ilyen feltételezéseket, mondván: „ezek a hipotetikus elképzelések ma már pusztán történettudományi érdeklődésre tartanak számot, mivel a régészeti anyagokban nem találnak megerősítést."
Alekszandr Majorov különbséget tesz a „Fehér-Horvátország” és a „Nagy-Horvátország” fogalmak között. Egyetért azzal, hogy a Fehér-Horvátország és a „fehérként” azonosított horvátok a 4-5. század vége óta vagy későbbiek óta jelen voltak a Felső-Elba és a Felső-Visztula vidékén, de szerinte Nagy-Horvátország, a horvátok szülőföldje, a Prikarpattya keleti részén és a Tisza vízgyűjtőjén található. Majorov azt feltételezi, hogy a De administrando szerzője kísérletet tett a különböző, egymásnak ellentmondó források közötti ellentmondások kibékítésére.